# Provinca Puerto Plata
Puerto Plata (španska izgovarjava: [ˈpwerto ˈplata], Srebrni pristan) je ena najsevernejših provinc Dominikanske republike. Vse od preloma tisočletja naprej se turizem na območju, obdarjenem s številnimi čudovitimi plažami, zelo hitro razvija. Na jugu meji na Cordillero Septentrional, ki jo loči od Lagune Salade. 

## Občine in občinski okraji
Provinca je bila 20. junija 2006 razdeljena na naslednje občine in občinske okraje (D.M.-je):
- San Felipe de Puerto Plata
  - Maimón (D.M.)
  - Yásica Arriba (D.M.)
- Altamira
  - Río Grande (D.M.)
- Guananico
- Imbert
- Los Hidalgos
  - Navas (D.M.)
- Luperón
  - Belloso (D.M.)
  - La Isabela (D.M.)
- Sosúa
  - Cabarete (D.M.)
  - Sabaneta de Yásica (D.M.)
- Villa Isabela
  - Estero Hondo (D.M.)
  - La Jaiba (D.M.)
  - Gualete (D.M.)
- Villa Montellano

Spodnja tabela prikazuje števila prebivalstev občin in občinskih okrajev iz popisa prebivalstva leta 2012. Mestno prebivalstvo vključuje prebivalce sedežev občin/občinskih okrajev, podeželsko prebivalstvo pa prebivalce okrožij (Secciones) in sosesk (Parajes) zunaj okrožij.
| Občina                     | Skupno  | Mestno prebivalstvo | Podeželsko prebivalstvo |
| -------------------------- | ------- | ------------------- | ----------------------- |
| Altamira                   | 26,056  | 7,889               | 18,167                  |
| Guananico                  | 8,954   | 3,025               | 5,929                   |
| Imbert                     | 30,514  | 14,589              | 15,925                  |
| Los Hidalgos               | 14,589  | 3,022               | 11,567                  |
| Luperón                    | 20,259  | 4,989               | 15,270                  |
| San Felipe de Puerto Plata | 286,558 | 247,569             | 38,989                  |
| Sosúa                      | 69,885  | 19,338              | 50,547                  |
| Villa Isabela              | 14,889  | 1,058               | 13,831                  |
| Villa Montellano           | 19,029  | 9,009               | 10,020                  |
| Provinca Puerto Plata      | 490,733 | 310,488             | 180,245                 |

Za celoten seznam občin in občinskih okrajev države, glej Seznam občin Dominikanske republike. 